# John Gillies (historiker)
John Gillies född 18 januari 1747 i Brechin, Forfarshire, död 15 februari 1836 i Clapham, var en skotsk historieskrivare.
Gillies blev 1793 kunglig skotsk historiograf. Han valdes till Fellow of the Royal Society 1789 och till Fellow of the Royal Society of Edinburgh 1793. Gillies utgav en länge ganska omtyckt History of ancient Greece and its colonies (2 band, 1786), vilken upplevde många upplagor samt även översattes till franska och tyska. Vidare skrev han History of the world from the reign of Alexander to that of Augustus (1807–1810) med mera samt lär även ha utarbetat det under Guthries namn utkomna historisk-geografiska lexikonet.